# دايسوكي أكاشي
دايسوكي أكاشي (باليابانية: 赤司 大輔) (20 أبريل 1982 في توسو في اليابان – )؛ هو لاعب كرة قدم سابق كان يلعب كلاعب وسط.